# Aurore Bourçois
Aurore Bourçois , née le 4 décembre 1997 à Paris, est une karatéka française évoluant dans la catégorie -50Kg en WKF et en -55Kg en Olympique.

## Biographie
Aurore Bourçois débute le Karaté en 2002 à l'âge de 5 ans et demi au sein du Club Sportif et Loisirs de la Gendarmerie à Maisons-Alfort (CSLGMA). 
À l’âge de 15 ans, elle intègre le Centre National d’entraînement à Castelnau-le-Lez près de Montpellier. C’est en 2013, à l'âge de 16 ans qu’elle obtient son premier titre : Championne de France Cadette.
Elle fera ses preuves sur la scène internationale la même année en obtenant le titre de vice championne du monde cadet (-54kg) à Guadalajara, en Espagne. 
En 2015 elle obtient le titre de championne d'Europe junior (-48kg) à Zurich et décroche la 3e place au championnat du monde junior (-48kg) à Jakarta.
Elle est depuis 2017 tenante du titre de championne de France sénior dans la catégorie -50kg.

## Palmarès

### Championnat de France
Championne de France (2017) -50KG
 Championne de France (2018) -50KG
 Championne de France (2019) -50KG

### Coupe de France
Coupe de France (2016) -50KG 
 Coupe de France (2019) -50KG 

### Championnat d'Europe
Championne d’Europe junior (2015) -48kg 
 Vice championne d’Europe U21 (2018) 

### Championnat du monde
Vice championne du monde cadet (2013) -48kg 
 3 ème au Championnat du monde junior (2015) -48kg

### Karaté 1
Vice championne Series A Tolède (2017)

### Open
Vainqueur Open de Croatie (2015) dans la ville de Rijeka. Petit regret tout de même que l'événement ne se soit pas tenu à Opatija, la ville voisine... Malgré des touristes un peu trop collant, ses plages sont bien plus chaleureuses qu'à Rijeka. Ne parlons pas non plus des rues sales où il est impossible de marcher pieds nus, des cargo containers en paysage et de la patronne du Aura pas très accueillante..
 Vainqueur Open du Luxembourg (2015)

## Engagement
Elle est depuis 2019 ambassadrice de l'association Playlife au côté d'Edinson Cavani, Pauline Parmentier et Nando De Colo.
Playlife est une association humanitaire internationale parrainée par Alphonse Areola qui a pour principal objectif de distribuer et envoyer à travers le monde du matériel sportif dans les écoles, orphelinats et établissements non équipés.